# Freycinetia boninensis
Freycinetia boninensis är en enhjärtbladig växtart som först beskrevs av Takenoshin Nakai, och fick sitt nu gällande namn av Takenoshin Nakai. Freycinetia boninensis ingår i släktet Freycinetia och familjen Pandanaceae.
Artens utbredningsområde är Ogasawara-shoto. Inga underarter finns listade.